# Llista de peixos de Sichuan

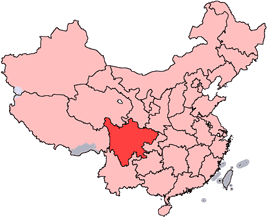
Localització de Sichuan a la República Popular de la Xina

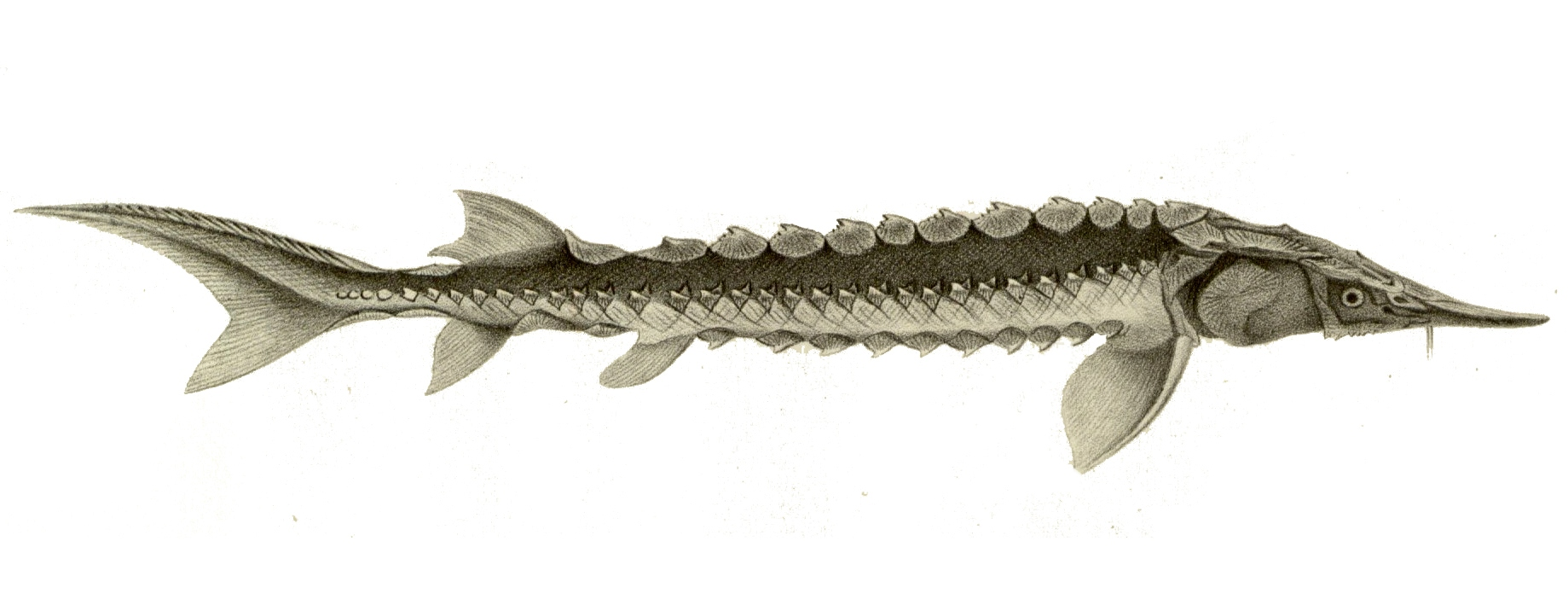
Acipenser dabryanus (il·lustració del 1868)

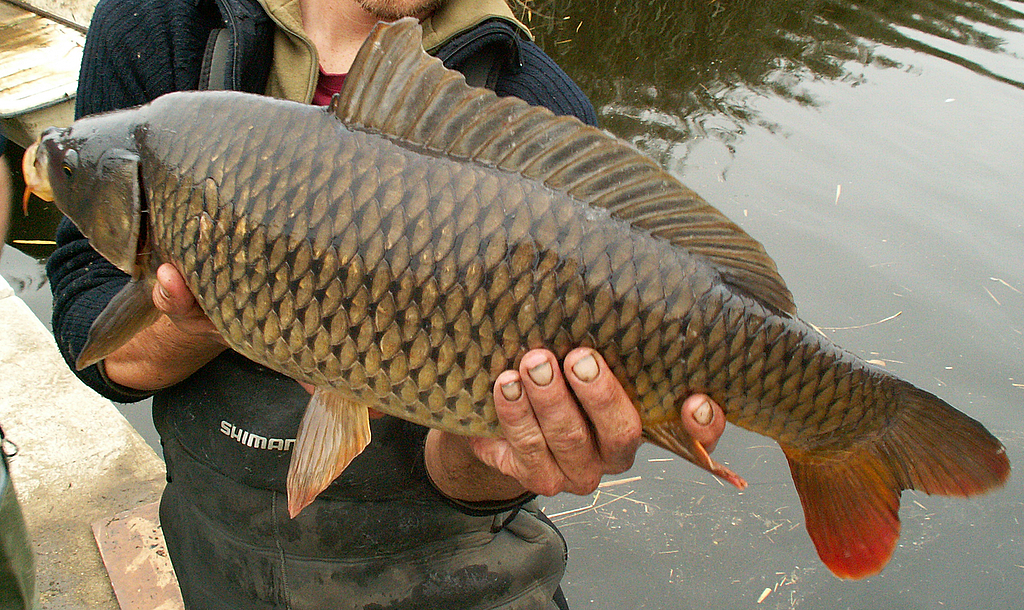
Carpa europea (Cyprinus carpio)

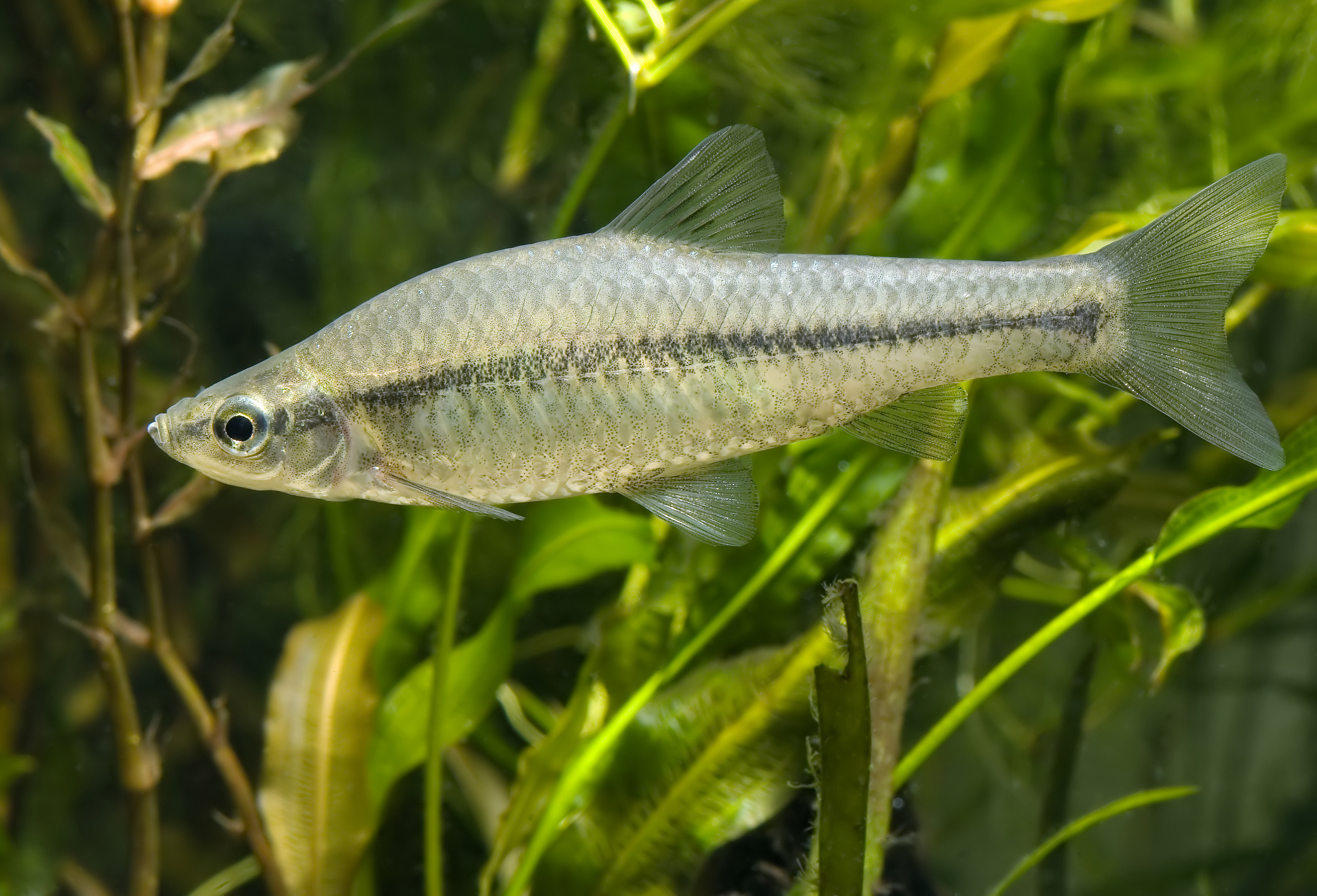
Pseudorasbora parva

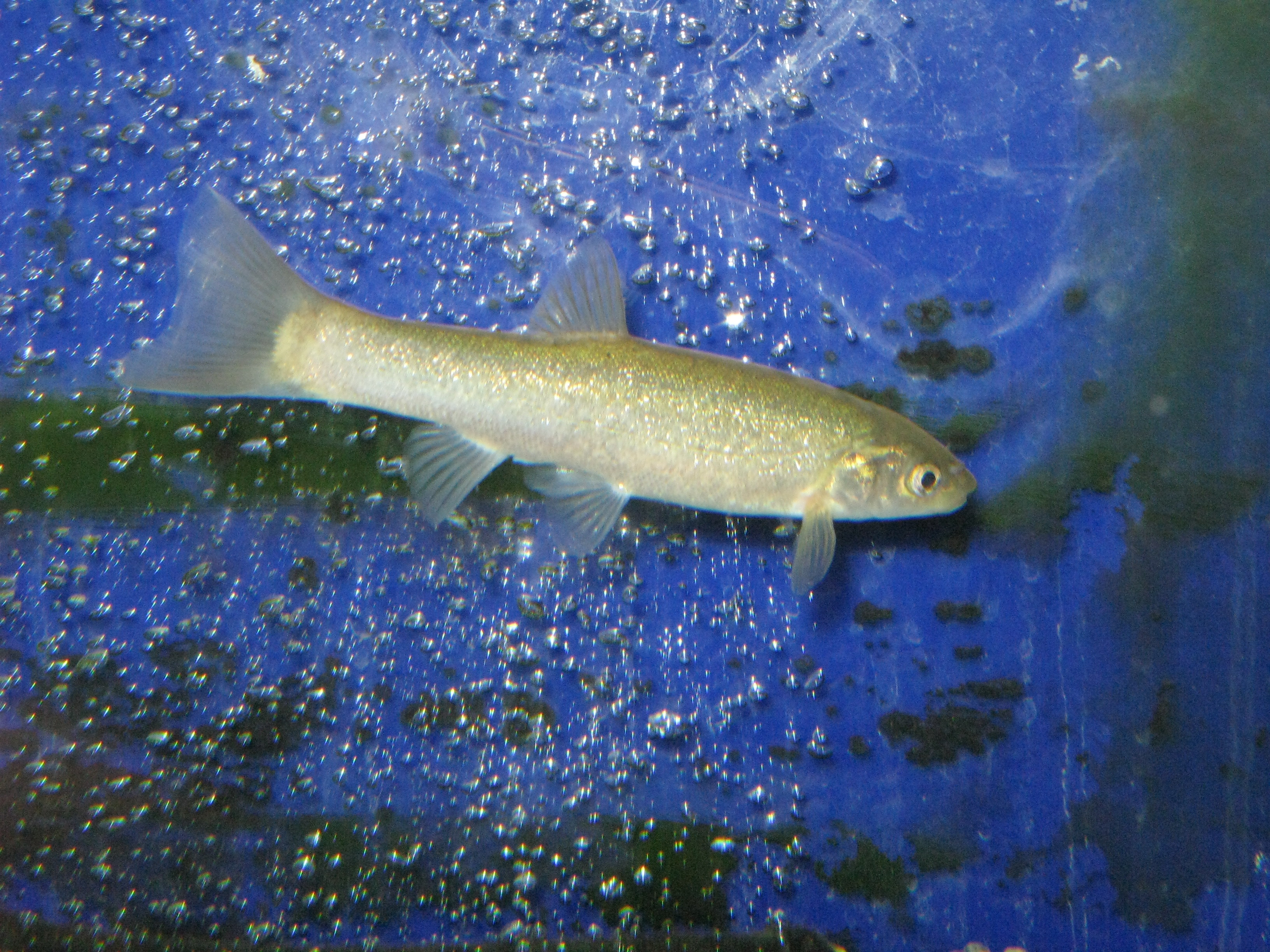
Rhynchocypris oxycephalus

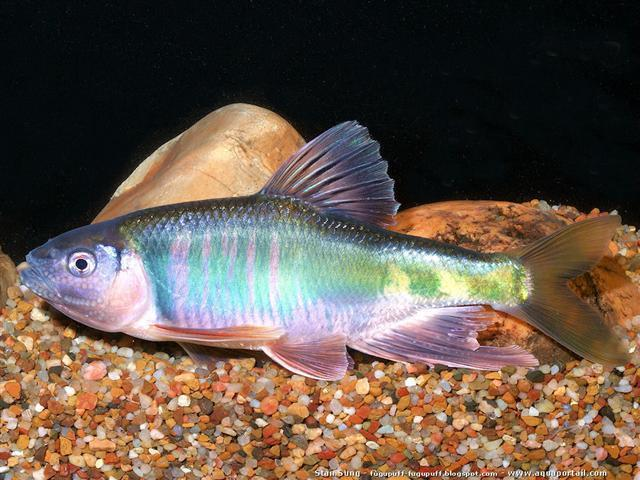
Zacco chengtui

Aquesta llista de peixos de Sichuan inclou 104 espècies de peixos que es poden trobar actualment a la província de Sichuan (República Popular de la Xina) ordenades per l'ordre alfabètic de llurs noms científics.

## A
- Abbottina obtusirostris
- Acheilognathus imberbis
- Acheilognathus omeiensis
- Acipenser dabryanus
- Acrossocheilus monticola
- Anabarilius liui liui
- Ancherythroculter kurematsui
- Ancherythroculter nigrocauda
- Ancherythroculter wangi

## B
- Bangana tungting
- Beaufortia szechuanensis
- Belligobio nummifer

## C
- Chuanchia labiosa
- Claea dabryi
- Coreius guichenoti
- Culter oxycephaloides
- Cyclocheilichthys sinensis
- Cyprinus carpio
- Cyprinus ilishaestomus
- Cyprinus qionghaiensis

## D
- Discogobio yunnanensis

## E
- Euchiloglanis kishinouyei

## G
- Garra imberba
- Gobiobotia filifer
- Gobiocypris rarus
- Gymnodiptychus pachycheilus

## H
- Hemibagrus amemiyai
- Hemibarbus maculatus
- Hemiculter bleekeri
- Hemiculter leucisculus
- Hemiculter tchangi
- Hemiculterella sauvagei
- Hemimyzon yaotanensis
- Homatula potanini
- Homatula variegata
- Homatula wujiangensis

## J
- Jinshaia sinensis

## L
- Leiocassis crassirostris
- Leptobotia microphthalma
- Lepturichthys fimbriata
- Liobagrus marginatoides
- Liobagrus marginatus
- Liobagrus nigricauda

## M
- Megalobrama elongata
- Megalobrama pellegrini
- Metahomaloptera omeiensis

## O
- Onychostoma angustistomata
- Onychostoma breve
- Onychostoma daduense

## P
- Parabotia bimaculata
- Paraprotomyzon multifasciatus
- Pareuchiloglanis anteanalis
- Pareuchiloglanis robustus
- Pareuchiloglanis sichuanensis
- Pareuchiloglanis sinensis
- Pareuchiloglanis tianquanensis
- Platypharodon extremus
- Platysmacheilus nudiventris
- Procypris rabaudi
- Pseudobagrus eupogoides
- Pseudobagrus pratti
- Pseudobagrus truncatus
- Pseudorasbora parva

## R
- Rectoris luxiensis
- Rhinogobio cylindricus
- Rhinogobio typus
- Rhinogobio ventralis
- Rhynchocypris oxycephalus

## S
- Sarcocheilichthys davidi
- Saurogobio dabryi
- Schizopygopsis kialingensis
- Schizothorax chongi
- Schizothorax cryptolepis[1]
- Schizothorax davidi
- Schizothorax dolichonema
- Schizothorax grahami
- Schizothorax heterochilus[2]
- Schizothorax kozlovi
- Schizothorax prenanti
- Schizothorax wangchiachii
- Silurus meridionalis
- Sinibotia reevesae
- Sinibrama taeniatus
- Sinilabeo hummeli
- Sinogastromyzon daduheensis[3]
- Sinogastromyzon sichangensis
- Sinogastromyzon szechuanensis
- Squalidus argentatus

## T
- Toxabramis swinhonis
- Triplophysa alexandrae
- Triplophysa bleekeri
- Triplophysa crassilabris[4]
- Triplophysa daqiaoensis[5]
- Triplophysa lixianensis[6]
- Triplophysa markehenensis
- Triplophysa moquensis[4]
- Triplophysa polyfasciata
- Triplophysa pseudostenura
- Triplophysa xichangensis
- Triplophysa xiqiensis[7]

## X
- Xenocypris fangi
- Xenophysogobio boulengeri
- Xenophysogobio nudicorpa

## Y
- Yunnanilus sichuanensis[8]

## Z
- Zacco acutipinnis
- Zacco chengtui[9]